# Kraftfoder

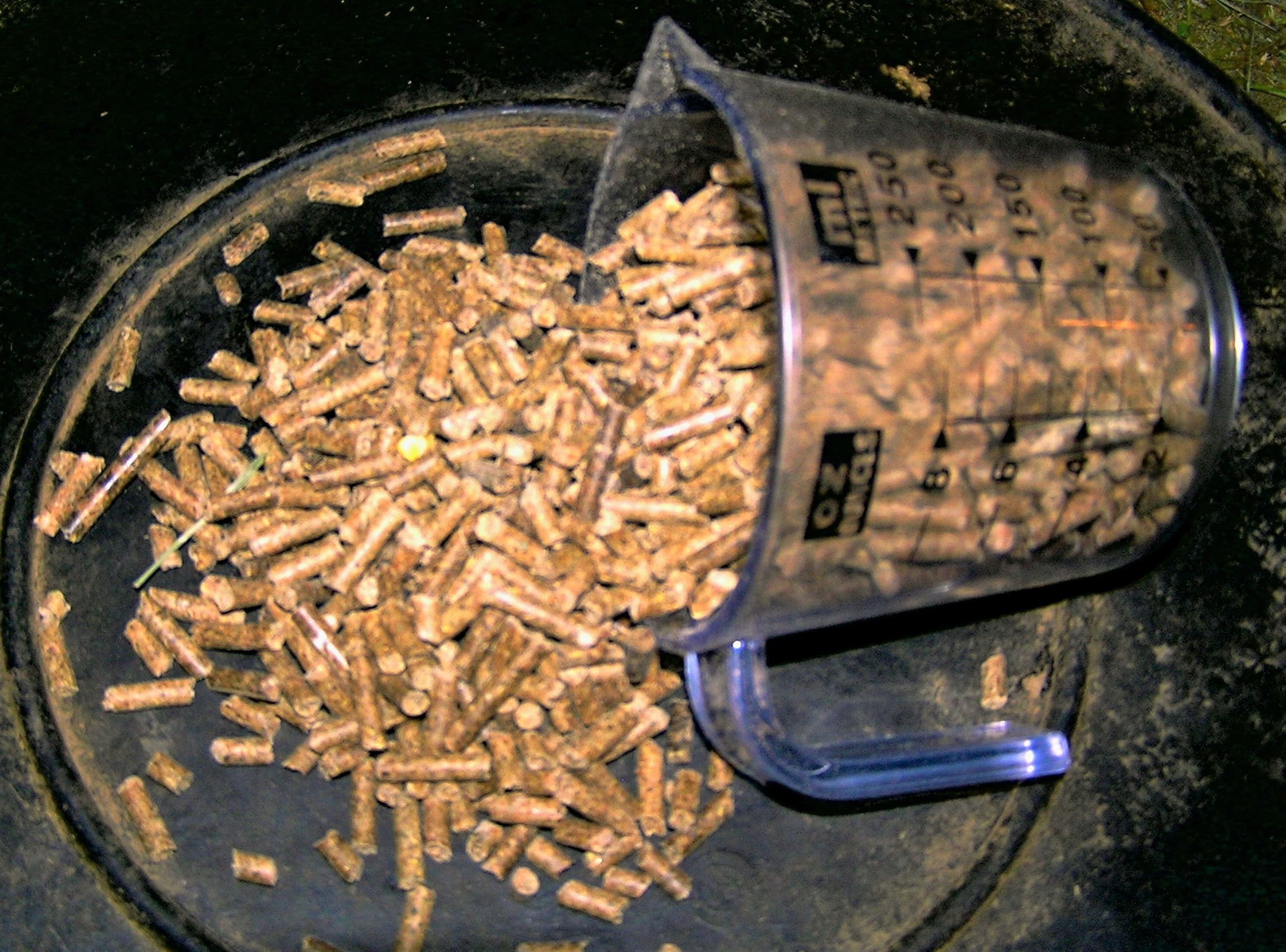
Kraftfoder för hästar

Kraftfoder är koncentrerat djurfoder till framför allt nötkreatur, hästar och får, som ges för att komplettera grovfodret (till exempel hö eller ensilage). Det utgörs vanligen av spannmål, rapskaka, soja med mera, men även biprodukter från livsmedelsindustrin som melass, drav, och vassle.
Kraftfoder köps antingen färdigblandat från en foderfabrik, eller blandas på plats på gården.  
Till bland annat svin och fjäderfä används endast kraftfoder, i dessa sammanhang benämns det därför inte som kraftfoder utan bara foder.
Djurparker utfodrar med särskilda kraftfoder för att tillgodose de olika djurens skilda behov. I Sverige produceras bland annat giraff- och gorillapellets samt djurparkspellets special.